# Plaza Manuel Belgrano

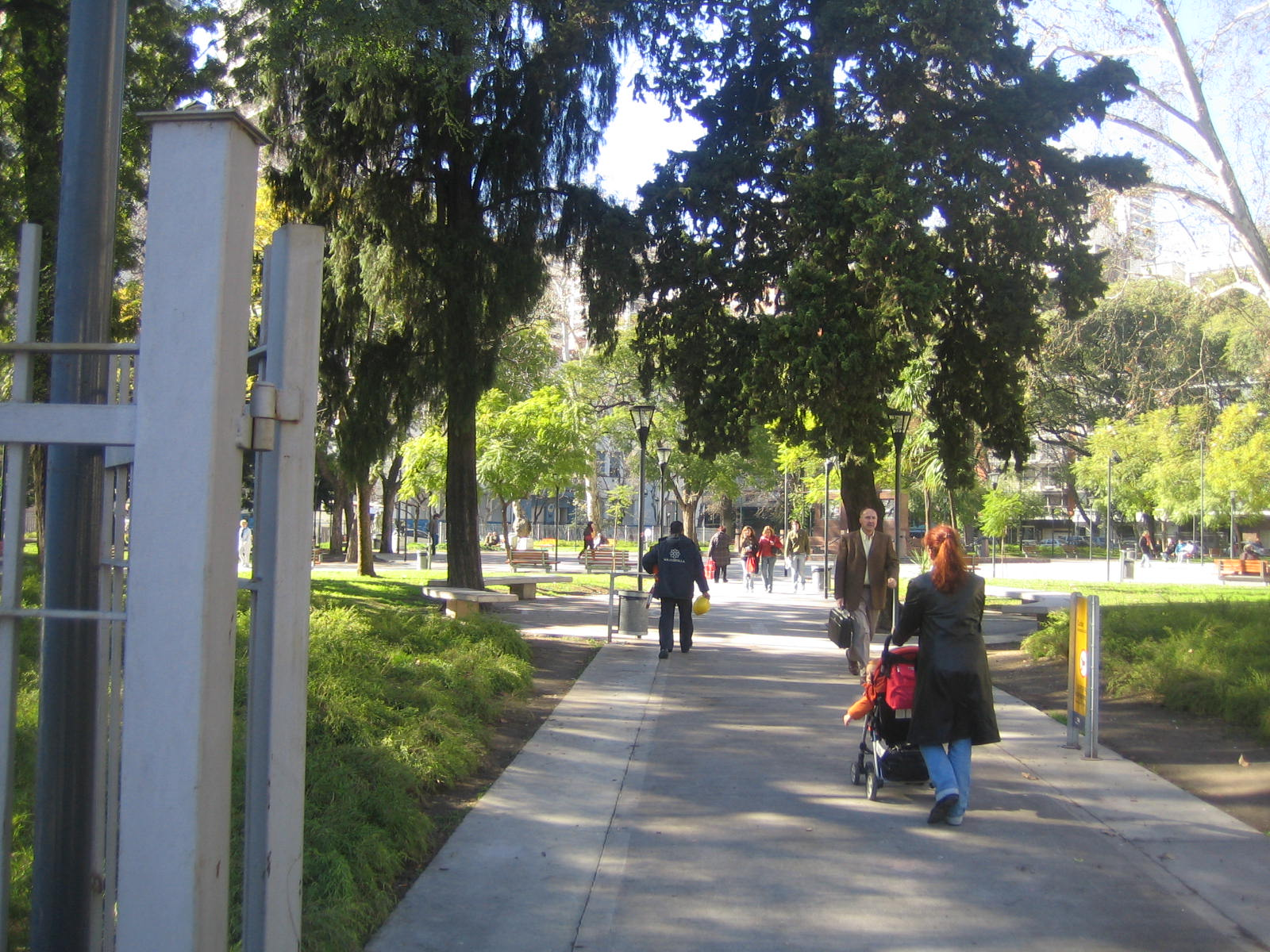
Plaza Manuel Belgrano, desde la entrada de la Avenida Juramento.

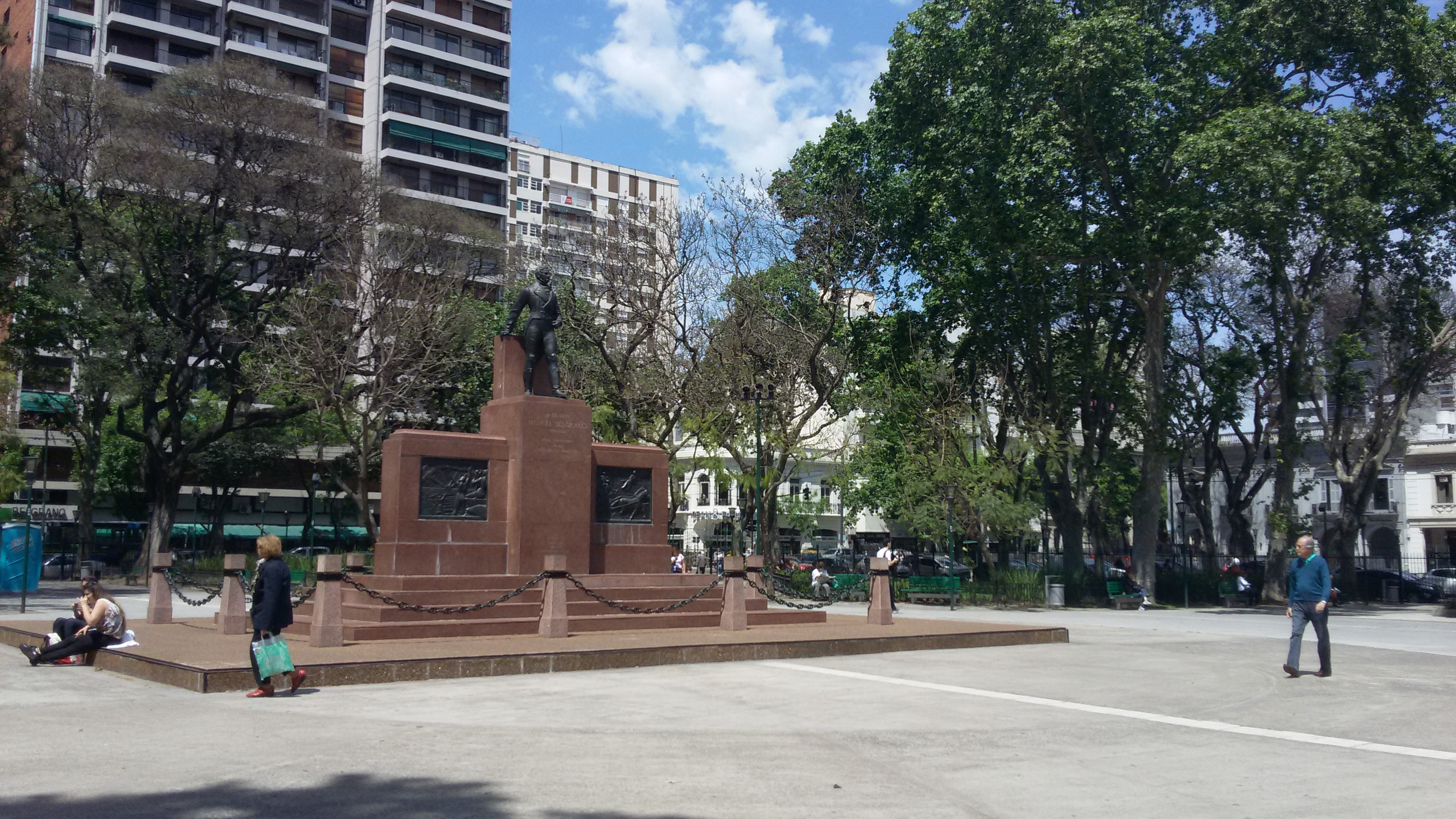
Plaza Manuel Belgrano y el Monumento al General Belgrano.

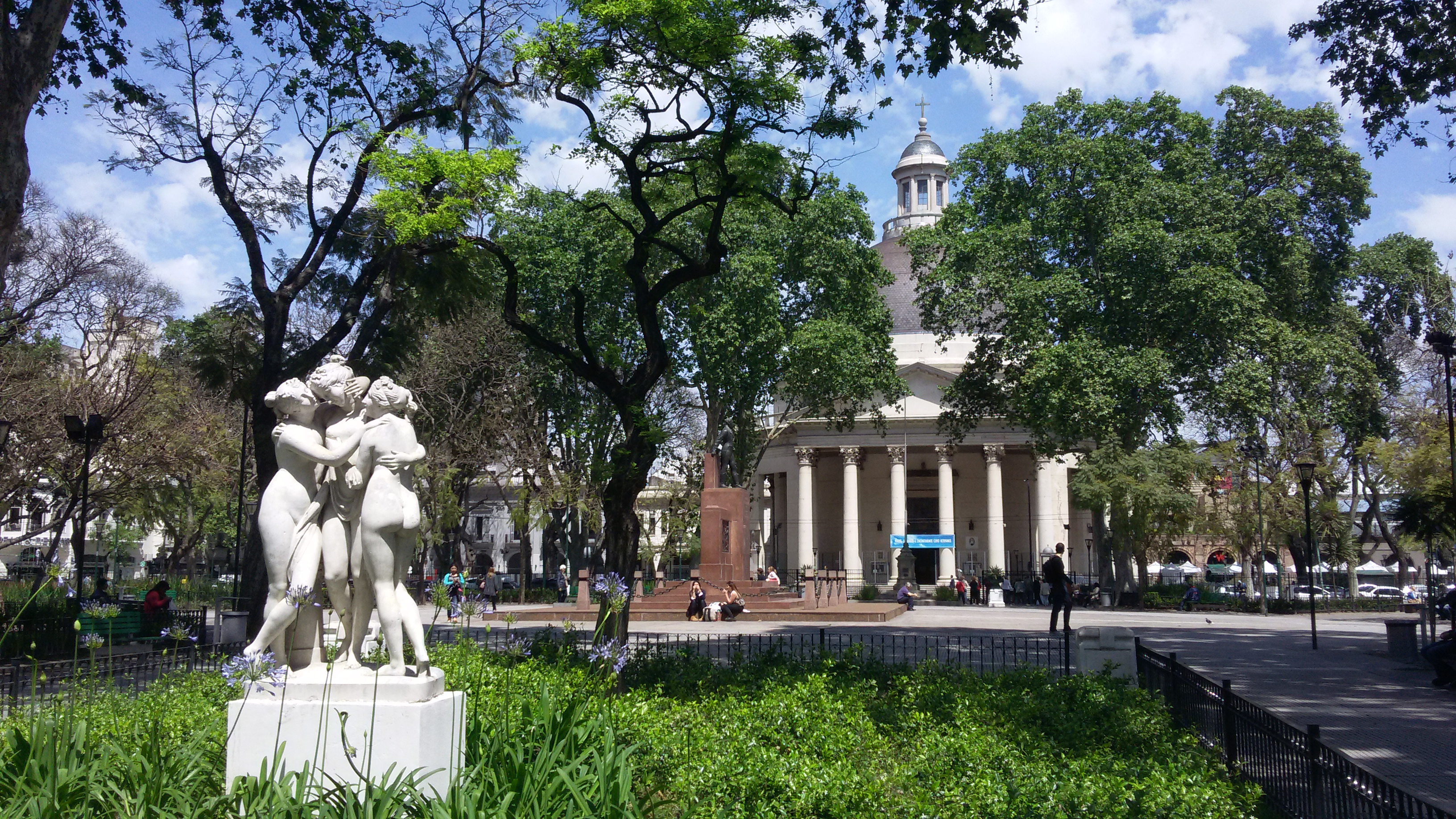
Plaza Manuel Belgrano. Al fondo la iglesia de la Parroquia Inmaculada Concepción.

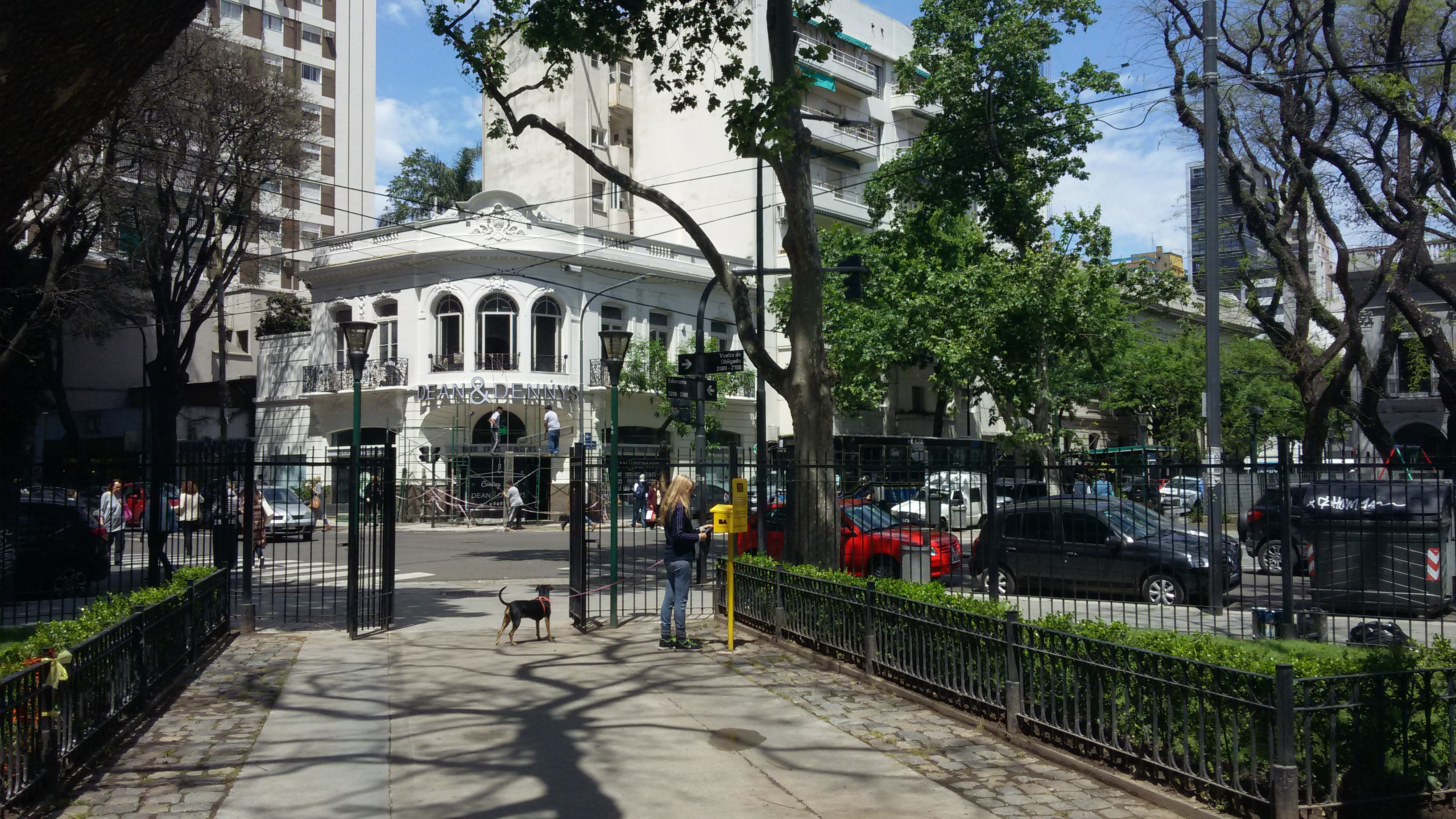
Plaza Manuel Belgrano, entrada por la esquina de las calles Vuelta de Obligado y Echeverría.

Plaza Manuel Belgrano conocida popularmente como "Plaza Juramento" se encuentra ubicada en el barrio de Belgrano de la Ciudad de Buenos Aires, Argentina. Específicamente entre las calles Vuelta de Obligado, Juramento, Cuba y Echeverría.

## Toponimia
Recibe su nombre en honor a Manuel Belgrano (Buenos Aires, 3 de junio de 1770–20 de junio de 1820) fue un intelectual, abogado, economista, político y militar argentino militante de la guerra de la Independencia y creador de la bandera argentina.

## Historia
El nombre le fue dado el 8 de noviembre de 1949. Ocupa una manzana y tiene un monumento a Manuel Belgrano. En sus comienzos se extendía hasta la Avenida Cabildo, incluyendo a las plazoletas aledañas a la iglesia "La Redonda". 
En 1860, la Corporación Municipal plantó paraísos y en 1866 se acordó “sembrar en los triángulos de la plaza alfalfa para la manutención de los caballos pertenecientes al municipio de la ciudad.

## Ubicación privilegiada
Se encuentra en el escudo antiguo de lo que fue el Pueblo de Belgrano, ahora totalmente incorporado a la Ciudad de Buenos Aires como barrio de Belgrano.
La zona tiene una intensa actividad comercial debido a que se encuentra a una cuadra de Avenida Juramento con Avenida Cabildo. Además a unos 100 metros de la plaza se encuentra el "Cine Mendoza" en la calle Vuelta de Obligado, esquina con la calle Mendoza.
Alrededor de la plaza se encuentran tres edificios representativos de la zona:
- El Museo Sarmiento, construido en 1873 y donde se sancionó la Ley de Federalización de Buenos Aires en 1880.
- El Museo de Arte Español Enrique Larreta, que data de 1886.
- La Parroquia Inmaculada Concepción, más conocida como "La Redonda", de 1864.

A unas 4 cuadras de distancia se encuentran las Barrancas de Belgrano.

## Mercado de Artesanos
Desde hace muchos años se viene desarrollando dentro de la plaza un mercado de artesanos, en la misma se desarrollan espectáculos además de la venta de artesanías.

## Monumento a Manuel Belgrano
Posee un monumento a Manuel Belgrano, el cual fue inaugurado en el año 1961 y es obra del escultor argentino Héctor Rocha. El monumento no esta centrado respecto a la plaza. 
El monumento está formado por un basamento de granito rojo, con la imagen en tamaño natural del prócer, realizada en bronce. La estatua mira hacia la Avenida Juramento.